# Arius uncinatus
Arius uncinatus es una especie de pez de la familia Ariidae en el orden de los Siluriformes.

## Hábitat
Es un pez  de clima templado.